# بادورزی
جشن کژین که با نام‌های بادروزی، بادبره، باذ وره و بادبزه نیز شناخته می‌شود، یکی از جشن‌های کهن ایرانی است که در روز باد از ماه بهمن در گاهشمار زرتشتی، یعنی ۲۲ بهمن برگزار می‌شود. این جشن به گرامیداشت باد و ایزد نگاهبان آن، واتَه یا وای اختصاص دارد.
در ایران باستان، هر روز ماه نام ویژه ای داشت که از نام ایزدهای دین زرتشتی گرفته شده بود. دوازده روز از هر ماه نیز نامی مشابه ماه‌های سال داشتند و هنگامی که نام روز و نام ماه یکسان می‌شد، آن روز را جشن می‌گرفتند.
ایزد باد در باورهای زروانی یکی از بزرگ‌ترین ایزدان ایرانی به‌شمار می‌رفت و نگهبان یکی از چهار آخشیج (آب، باد، خاک، آتش) بود. روز بیست‌ودوم هر ماه در گاهشمار زرتشتی به نام «باد» نام‌گذاری شده بود و در این روز، مردم برای گرامی‌داشت این ایزد و نیروی باد، جشنی برگزار می‌کردند.

## آیین‌های جشن بادروزی

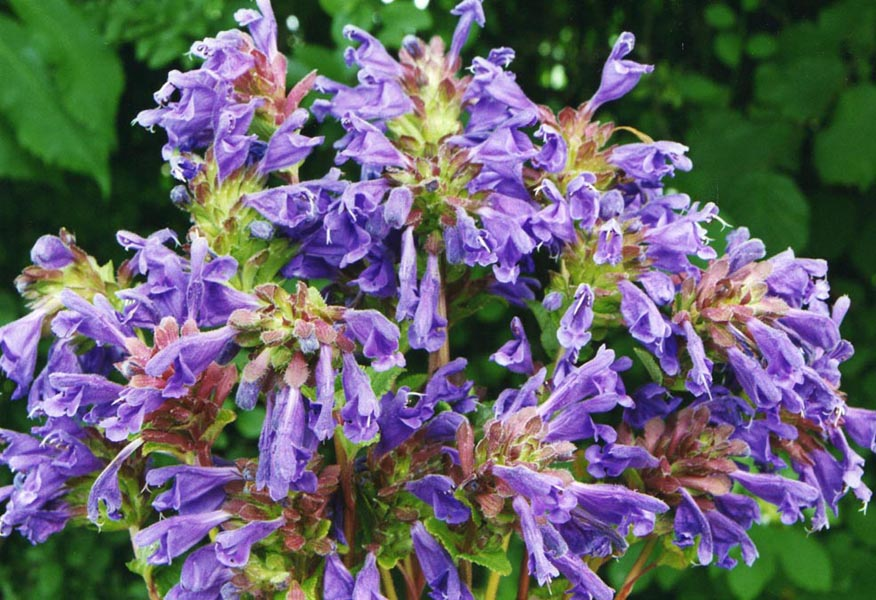
گل بادرنگ‌بویه، ویژه ایزد وای و جشن بادروز

در جشن بادروزی، بازارهای همگانی برپا می‌شد و مردم به شادی و پایکوبی می‌پرداختند. یکی از آیین‌های ویژه این جشن، سپردن رشته‌هایی از نخ هفت‌رنگ به آغوش باد بود. این رسم شباهت بسیاری به بر باد سپردن نخ تیر و باد در جشن تیرگان دارد و احتمالاً یادگاری از همان سنت است.
ابوریحان بیرونی در آثار خود اشاره کرده است که در مناطق گومِس یا قم و روستاهای اطراف آن، جشن بادروز همراه با کاروان‌های شادی و برپایی بازارهای مخصوص برگزار می‌شد. در اصفهان یا اسپادانا، این جشن را کژین می‌نامیدند و به‌مدت یک هفته جشن می‌گرفتند.
در برهان قاطع آمده است که گویند هفت سال در ایران باد نیامد. در این روز، شبانی پیش کسری آمد و گفت: دوش آن‌قدر باد آمد که موی بر پشت گوسفندان بجنبید. پس در آن روز مردم به شادی پرداختند و این جشن به این نام شهرت یافت.